# Graden-Piber
Graden-Piber ist eine Katastralgemeinde der Stadtgemeinde Köflach im Bezirk Voitsberg, Steiermark. Sie gehörte von 1850 bis 2014 zur eigenständigen Gemeinde Graden, welche bei ihrer Gründung noch den Namen Graden-Piber trug. Am 1. Januar 2015 kam sie mit dem restlichen Gebiet der Gemeinde im Rahmen der Gemeindestrukturreform in der Steiermark zu der Stadtgemeinde Köflach.

## Geografie und Lage
Graden-Piber liegt im nordwestlichen Teil der Stadtgemeinde Köflach, nordwestlich des Hauptortes Köflach, auf den Erhebungen zu beiden Seiten des Gradnerbaches, welcher die Katastralgemeinde in Nord-Süd-Richtung durchfließt. Nordöstlich grenzt die Katastralgemeinde an die zur Gemeinde Kainach bei Voitsberg gehörende Katastralgemeinde Kainach. Im Osten und Südosten verläuft die Grenze zur Stadtgemeinde Bärnbach und der Katastralgemeinde Piberegg, unter anderem über den Gipfelbereich des Hirtlkogels. Auf den Anhöhen im Südwesten, Westen und Nordwesten befindet sich die Katastralgemeinde Gradenberg-Piber, wobei hier teilweise der Gradnerbach und andere kleinere Bäche den Grenzverlauf bilden. Durch die Katastralgemeinde verläuft die Landesstraße L 341, die Kainacherstraße, zwischen Krenhof und Kainach bei Voitsberg.
Auf dem Gebiet der Katastralgemeinde befinden sich die Ortschaft und Streusiedlung Graden, welche früher auch der Hauptort der ehemaligen Gemeinde war, die Streusiedlung Sonnleiten sowie mehrere Einzelhöfe. Die höchste Erhebung auf dem Gebiet von Graden-Piber ist der 961 Meter hohe Hirtlkogel.

## Geschichte
Das Gebiet von Graden-Piber wurde ab dem späten Frühmittelalter besiedelt. Mit der Konstituierung der freien Gemeinden kam Graden-Piber zusammen mit Gradenberg-Piber zur eigenständigen Gemeinde Graden-Piber, der späteren Gemeinde Graden. Am 1. Jänner 2015 wurde im Rahmen der steiermärkischen Gemeindestrukturreform die Gemeinde Graden, und damit auch die Katastralgemeinde Graden-Piber, mit der Stadtgemeinde Köflach zusammengelegt.